# Brachicoma pygmaea
Brachicoma pygmaea là một loài ruồi trong họ Tachinidae.